# Quartel da Atalaia

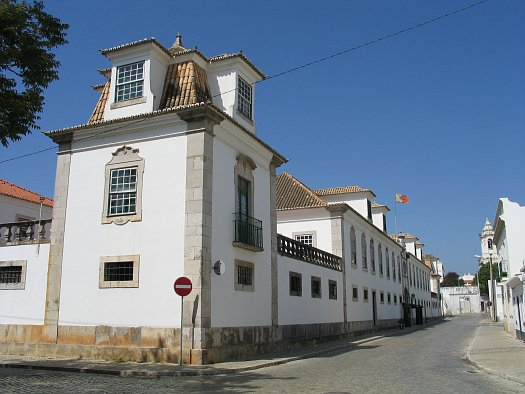
Quartel da Atalaia

O Quartel da Atalaia é uma instalação do Exército Português, situada na união de freguesias de Tavira (Santa Maria e Santiago), concelho de Tavira. Foi mandado construir em 1795, pelo então governador e capitão-general do Reino do Algarve, Nuno José Fulgêncio de Mendonça Moura Barreto, conde de Vale dos Reis. Apresenta uma arquitetura de estilo pombalino, estando classificado como "monumento de interesse público". 

## História
No quartel instalou-se o então Regimento de Infantaria n.º 14 (RI14), vindo transferido da cidade de Faro. Por volta de 1837 e tendo o RI14 sido extinto pelo apoio dado ao rei D. Miguel I durante as Guerras Liberais, é colocado neste quartel o Batalhão de Caçadores n.º 5, substituído dez anos depois pelo Batalhão de Caçadores n.º4. Anos depois, este último batalhão é transformado no Regimento de Infantaria n.º 4 (RI4), transferido para Faro em 1915.
Em 1917, durante a 1ª Grande Guerra, parte de Tavira, para combater em França, um batalhão do RI4. Em 1926, como resultado de diversos pedidos ao Governo, o RI4 regressa a Tavira, ficando nesta cidade até 1939, quando é transferido para Lagos.
No Quartel da Atalaia, a partir de 1939, passam a ser ministrados cursos de sargentos milicianos. Em 1948, é ali constituído o Centro de Instrução de Sargentos Milicianos de Infantaria (CISMI), como unidade independente. O CISMI continua a assegurar a formação de sargentos durante a Guerra do Ultramar. Em 1975, o CISMI é extinto e passa à dependência do Regimento de Infantaria de Faro alterando novamente o seu estatuto em 1 de agosto de 1993, passando a constituir-se como Centro de Instrução de Quadros (CIQ).
Desde Julho de 1996 encontra-se em funcionamento no Quartel da Atalaia o Centro Militar de Férias de Tavira (CMFT), destinado a praças (RV/RC).

## Regimento de Infantaria Nº 1
Em 1 de Abril de 2008 o Quartel da Atalaia é ocupado pelo Regimento de Infantaria Nº 1. O processo de transferência iniciou-se com inúmeros reconhecimentos efectuados por militares dos diferentes Comandos Funcionais e Comando Operacional. A ocupação do Quartel da Atalaia iniciou-se em 3 de março, com um primeiro núcleo de seis militares destacados para Tavira com a missão de preparar as instalações para receber os materiais vindos da Carregueira, ao mesmo tempo que se iniciaram os trabalhos de reabilitação das infra-estruturas com o apoio do Regimento de Engenharia Nº 1.
Em 29 de abril de 2008 assume o comando do Regimento de Infantaria Nº 1, o Coronel de Infantaria António Gualdino Ventura Moura Pinto; então sob o seu comando, o Regimento tem vindo a consolidar o processo de transferência através do estabelecimento de contactos formais com as autoridades locais e da aquisição de materiais e equipamentos por forma garantir uma implantação sustentada, dotando ainda o aquartelamento das condições necessárias ao seu funcionamento normal e dando continuidade aos trabalhos de reabilitação das infra-estruturas.
O Regimento tem vindo a receber, de forma sistemática, diversas forças de escalão Companhia da estrutura das FOPE, as quais são atribuídas sob comando completo ao RI1.